# 姫木薫理
姫木 薫理（ひめき かおり、11月12日 - ）は、日本の漫画家。広島県出身。血液型はB型。

## 来歴
高校時代から漫画の投稿をするも、最初は就職。しかし3ヵ月で体が持たず退職し、家庭でできる仕事をしたいという思いで漫画家となる。1983年に『月刊プリンセス』に掲載された『そしてやさしい×関係』でデビュー。その後も少女漫画を執筆する。代表作の『ぴーひょろ一家』は『新・ぴーひょろ一家』、『ぴーひょろ一家20××』とシリーズ化しており、いまだ完結していない。さらにこの作品は1987年にはイメージアルバムが、1988年にはOVAが通信販売でリリースされた。『ぴーひょろ一家⑧』（1989年秋田書店）によると両親は佐賀に住んでいた（両親又はどちらかが佐賀出身の）ようである。
現在は主にハーレクインで活動しているほか、自身のサイトではブログを書いている。

## 作品リスト
- ぴーひょろ一家（月刊プリンセス、秋田書店）2000年にホーム社から再版
- 新・ぴーひょろ一家（アップルミステリー、主婦と生活社→宙出版）2005年にホーム社から再版
- ぴーひょろ一家20××（コミックアイズ→描き下ろし、ホーム社）
- P.S. 乙女は考えている（月刊プリンセス、秋田書店）
- 夢ちっくSASUKE!（主婦と生活社）
- 予言者たちの神殿　おねがい!ご先祖さま（宙出版）
- 今宵おとこも蝶になる（小学館）
- かちがらす 特殊サービス部（主婦と生活社）
- 愛は個人の自由形（主婦と生活社）
- 異常な愛の物語（主婦と生活社）
- 偽りの報酬（主婦と生活社）
- 渚のアラビアンぱにっく!（主婦と生活社）
- 愛と快感の構造（主婦と生活社）
- 私に似た人（作：サラ・ホーランド、宙出版）
- 瞳は傷つかない（作：サラ・クレイヴン、宙出版）
- 十代の結婚とH（平和出版）
- 禁断愛（平和出版）
- 甘やかされ隊（平和出版）
- 愛のキセキをちりばめて（双葉社）
- 新選組・沖田総司煌の残像（学習研究社）
- 文久三年 京の出来事（学習研究社）
- 愛の審判（作：ペニー・ジョーダン、宙出版）
- 世界の真ん中にカレシ（平和出版）
- 昭和!GS探偵カザマ（朝日ソノラマ）
- 終わらない初恋（作：キャロル・グレイス、宙出版）
- 旅立ちのヴェネチア（作：リー・ウィルキンソン、宙出版）
- シークとどこまでも（作：ソフィー・ウエストン、ハーレクイン）
- 億万長者からの招待（作：リアン・バンクス、ハーレクイン）
- エスメラルダの初恋（作：ベティ・ニールズ、ハーレクイン[2]）